# Tor de’ Cenci

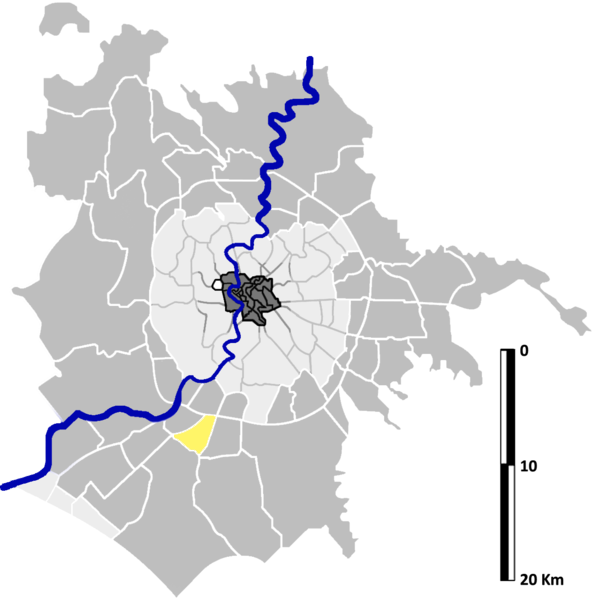
Lage von Tor de’ Cenci in Rom

Tor de’ Cenci bezeichnet die 28. Zone, abgekürzt als Z.XXVIII, der italienischen Hauptstadt Rom. Im Gegensatz zu den Rioni, Quartieri und Suburbi sind es die ländlicheren Gebiete von Rom. Sie gehört zum Municipio IX und zählt 29.089 Einwohner (2016). Sie befindet sich im Südosten der Stadt außerhalb der römischen Ringautobahn A90 und hat eine Fläche von 6,7581 km².

## Geschichte
Tor de’ Cenci wurde am 13. September 1961 durch Beschluss des Commissario Straordinario gegründet. Damals wurde der Ager Romanus in 59 Zonen geteilt, denen eine römische Zahl zugeteilt und ein Z vorgestellt wurde. Davon wurden sechs an die neugegründete Gemeinde Fiumicino komplett ausgegliedert und drei weitere teilweise.